# Кобер, Мартин

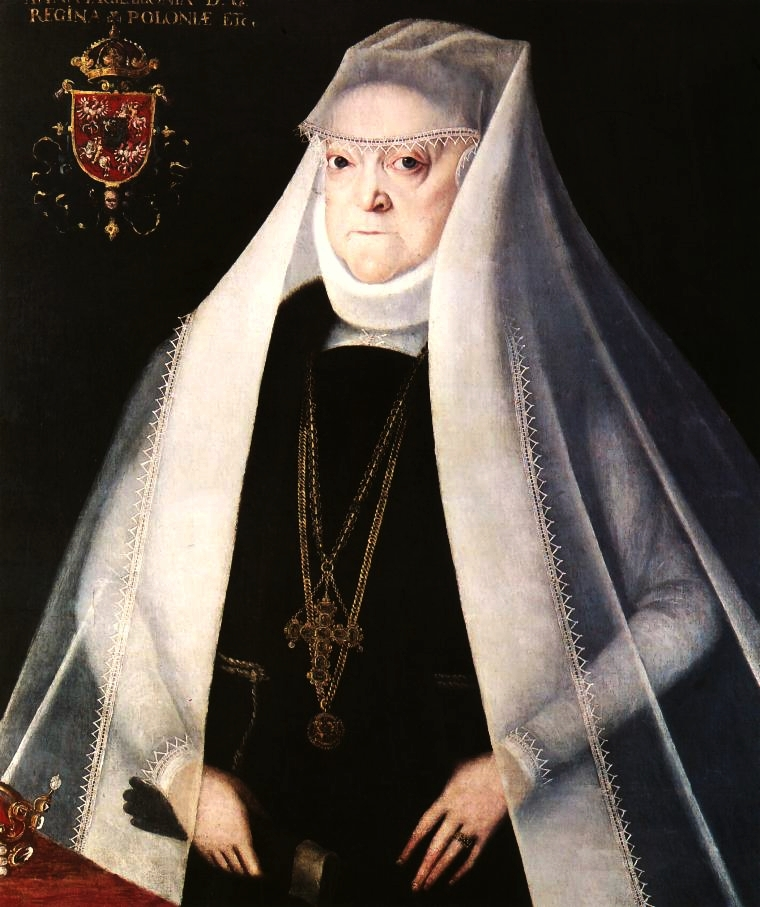
Портрет Анны Ягеллонки ок. 1595 г.

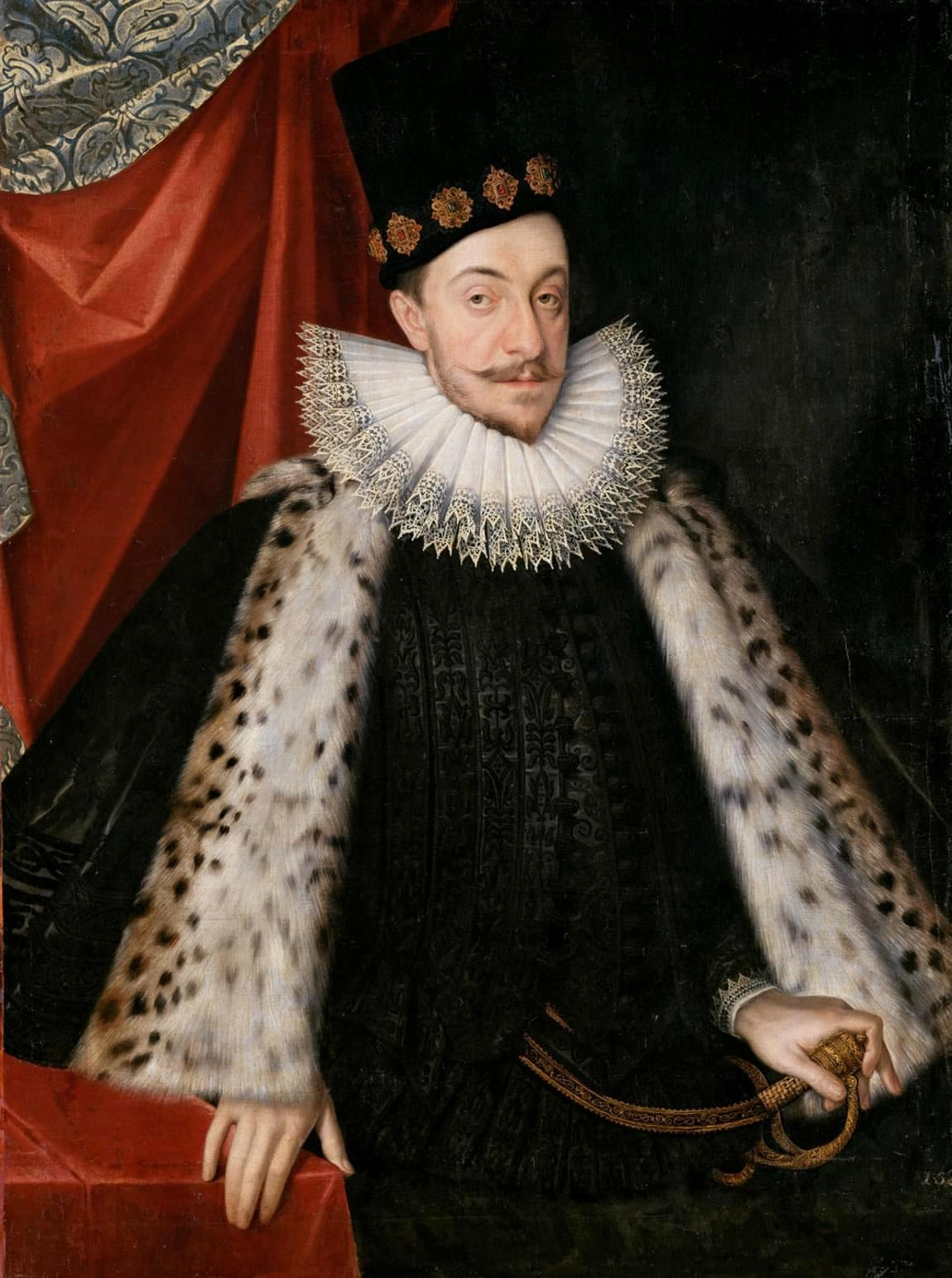
Портрет Сигизмунда III Вазы ок. 1590 г.

Мартин Кобер (пол. Marcin Kober) (ок. 1550 во Вроцлаве — 1598 в Кракове или Варшаве) — немецкий придворный живописец при королевском дворе королей Польши.

## Биография
Кобер родился во Вроцлаве (в то время — Бреслау), в Силезии. Получив образование художника гильдии, до прибытия в Польшу был странствующим живописцем в Германии, чтобы получить опыт в различных мастерских. Путешествовал по Германии три года. 
В Польшу он перебрался из Магдебурга и стал придворным живописцем короля Стефана Батория. После смерти короля в 1586 году уехал во Вроцлав и оттуда в Прагу, где обосновался при дворе императора Рудольфа II, где был освобождён от ремесленных обязанностей.
В 1590 году вернулся в Польшу и работал в Кракове и Варшаве придворным живописцем Сигизмунда III Вазы.
Мартин Кобер был первым в Польше живописцем-портретистом. Им на высоком художественном уровне написаны несколько портретов повелителей Польши.

## Избранные произведения
- Портрет короля Польши Стефана Батория (1583 год)
- Портрет короля Польши Сигизмунда III Вазы(1590 год)
- Миниатюра с портретом Сигизмунда III Вазы (1591 год)
- Портрет Королевы Польши Анны Ягеллонки (1595 год)
- Портрет Королевы Польши Анны Габсбург (1595 год)